# ‘En Hod
‘En Hod (hebreiska: עין הוד) är en ort i Israel.   Den ligger i distriktet Haifa, i den norra delen av landet. ‘En Hod ligger 135 meter över havet och antalet invånare är 559.
Terrängen runt ‘En Hod är kuperad åt nordost, men åt sydväst är den platt. Havet är nära ‘En Hod västerut. Runt ‘En Hod är det mycket tätbefolkat, med 1 018 invånare per kvadratkilometer. Närmaste större samhälle är Haifa, 13,0 km norr om ‘En Hod. Omgivningarna runt ‘En Hod är en mosaik av jordbruksmark och naturlig växtlighet.